# Centro Olímpico de Tiro Markopoulo
El Centro Olímpico de Tiro Markopoulo acogió las competiciones de tiro durante los Juegos Olímpicos de 2004 en Atenas, Grecia. Está situado en Markopoulo, a las afueras de Atenas. Su aforo es de 4.000 espectadores, aunque fue reducido a 2300 para los Juegos. El Centro se inauguró oficialmente el 2 de agosto de 2004, poco antes del comienzo de los Juegos.
- Datos: Q3235007